# Periklymenos (Sohn des Poseidon)
Periklymenos (altgriechisch Περικλύμενος Periklýmenos, lateinisch Periclymenus) ist eine Gestalt der griechischen Mythologie, Sohn des Poseidon und der Chloris, Tochter des Teiresias. Er ist nicht zu verwechseln mit den gleichnamigen Periklymenos, einem Enkel des Poseidon und Teilnehmer der Argonautensage.
Periklymenos ist ein thebanischer Held, der in Sieben gegen Theben an der Verteidigungsschlacht gegen die sieben argivischen Angreifer der Stadt teilnimmt. Während des Angriffs der Sieben zerschmettert Periklymenos den Parthenopaios mit einem schweren Stück aus der Brustwehr der thebanischen Stadtmauer, das er auf den Angreifer hinabschleudert. Als er sich mit seiner Geliebten Ismene trifft, wird diese heimlich von dem feindlichen Feldherrn Tydeus verfolgt, der Ismene tötet, während Periklymenos fliehen kann.
Nach dem Scheitern des Angriffs gehört Periklymenos zu jenen Thebanern, die die besiegten Argiver verfolgen. Er stellt unter anderem dem Seher Amphiaraos nach und verfolgt diesen in seinem Streitwagen bis zum Fluss Ismenos. Als Periklymenos den Amphiaraos fast erreicht hat und ihm seinen Wurfspeer zwischen die Schultern rammen will, öffnet Zeus, der seinen Seher nicht derart unrühmlich sterben sehen möchte, mit Hilfe eines Blitzschlags die Erde, die den Amphiaraos mitsamt seinem Streitwagen und dem Fahrer verschlingt.